# Міжнародний день лісів
Міжнародний день лісів був започаткований 21 березня, за рішенням Генеральної Асамблеї Організації Об'єднаних Націй 28 листопада 2012. Кожен рік, різні заходи святкують і підвищення обізнаності про важливість всіх видів лісів і дерев за межами лісів на благо нинішнього і майбутніх поколінь. Країни закликаються здійснювати роботу по організації місцевих, національних та міжнародних заходів за участю лісу і дерев, таких як посадка дерев кампанії, в Міжнародний день лісів. Секретаріат форуму Організації Об'єднаних Націй по лісах, у співпраці з продовольчою і сільськогосподарською організацією, полегшує реалізацію таких заходів у співпраці з урядами, спільним партнерством по лісах, та міжнародними, регіональними і субрегіональними організаціями. Міжнародний день лісів, вперше відзначався 21 березня 2013 року.

## Причини
Кожен рік втрачається понад 13 млн га (32 мільйони акрів) лісів, площа рівна розміру Англії. При втраті лісів, втрачаються рослини і тварини, які в них мешкають та ростуть, а це — 80 % усього земного біорізноманіття. Найголовніше, що ліси відіграють найважливішу роль у проблемі зміни клімату, а саме глобального потепління. Саме збезлісення може збільшить на 12-18 % світові викиди вуглекислого газу, а це практично рівно  викидам СО2  світового транспортного сектора (24%,  у 2019 році).  із моніторингом на рівні території для оцінки потоків вуглецю від ЮНЕСКО. Ліси Всесвітньої спадщини та кліматичні наслідки загроз для цих лісів. Вчені встановили, що з 2001 по 2020 рік тільки ліси, що входять до списку Всесвітньої спадщини, були сильними поглиначами вуглецю з чистим поглинанням приблизно 190 мільйонів тонн CO2 з атмосфери щороку.
Сьогодні ліси займають понад 30 % земель в світі і містить понад 60000 видів дерев, багато поки що непізнаними. Ліси забезпечують продовольство, клітковину, воду і ліки протягом приблизно 1,6 мільярда найбідніших верств населення світу, в тому числі корінних народів з унікальними культурами.

## Історія
У листопаді 1971 року, «держави-члени» на 16-й сесії конференції продовольчої і сільськогосподарської організації, проголосував за створення «Всесвітнього дня лісового господарства» на 21 березня кожного року. з 2007 по 2012 рік, Центр міжнародних наукових досліджень з Лісівництва (ЦМНИЛ) провів серію із шести днів ліси, в поєднанні з щорічних нарад Організації Об'єднаних Націй Рамкова Конвенція про зміну клімату конференція сторін. СИФОР організував ці події від імені і в тісній співпраці з іншими членами спільного партнерства по лісах (СПЛ). Після Міжнародного року лісів в 2011 році, в Міжнародний день лісів, який був заснований резолюцією Генеральної Асамблеї Організації Об'єднаних Націй від 28 листопада 2012 року.

### День Лісу
Каталізатором лісі день був випадковий розмова в Оксфорді, Англія, в лютому 2007 року, між двома вченими, які вважали світ недооцінює важливість лісів у пом'якшенні наслідків викидів вуглецю і побачив нагальна необхідність для останніх в області лісівництва наукові дослідження і мислення, щоб повідомити світової політики і РКИКООН переговорів. Вони не передбачали, що конференція стане одним з найвпливовіших світових заходів щодо лісів і зміни клімату сьогодні.

#### День Лісу 1: Балі, Індонезія (2007)

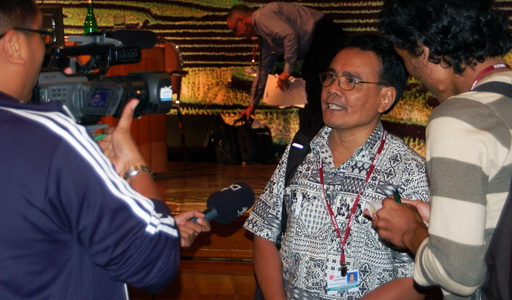
Журналісти інтерв'ю Центр міжнародних лісогосподарських досліджень вчений Даніель Murdiyarso

У першому лісі день був однією з найважливіших подій у Рамкової Конвенції Організації Об'єднаних Націй про зміну клімату (РКЗК ООН) конференція сторін (КС) 13 в Балі, Індонезія 7 грудня 2007 року. Понад 800 осіб взяли участь в день лісу, у тому числі науковців, членів національних делегацій, а також представники міжурядових та неурядових організацій.
Однією з головних особливостей дня ліс був чотири паралельні дискусії з акцентом на наскрізних темах, що стосуються лісів і зміни клімату. Ці доглянуті дискусії розглянуті такі питання, як створення базових та методологічних проблем у сфері оцінки вуглецю в лісах; ринків і проблеми управління, пов'язані з скороченням викидів в результаті Знеліснення та деградації лісів (СВРОДЛ+); адаптація до зміни клімату; і забезпечення справедливості, ефективності компроміси.
Сфери консенсусу в ході обговорення, включали наступне:
- У той час як існують значні методологічні труднощі належить подолати, сучасні методи «досить гарним», щоб розпочати розробляти механізми щодо скорочення викидів від знеліснення та деградації.
- Управлінських завдань представляє найбільші ризики для міжнародних інвесторів і місцевих зацікавлених сторін у контексті нових механізмів.
- Механізми повинні бути простими і не повинні повторювати помилок механізму чистого розвитку.
- Успіх програми redd+ залежатиме від політичної волі для боротьби з причинами збезлісення, у тому числі водіїв, які відбуваються за межами лісового сектора.
- Зусилля щодо адаптації повинні перейти від реагуючого до упереджувального, і повинні бути спрямовані на найбільш уразливі групи, включаючи людей, залежних від лісів.

#### День Лісу 2: Познань, Польща (2008)

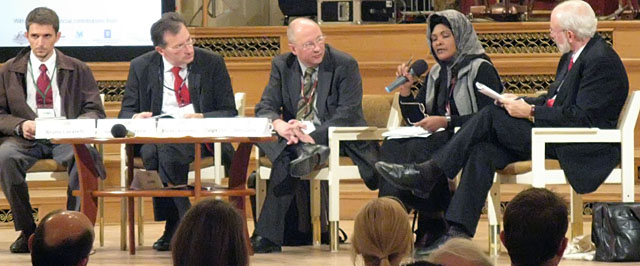
Суб-пленарне засідання 1, організований МСНИЛО, СИФОР, ИКРАФ і ПРОФОР-Світового банку, обговорили наскрізна тема «адаптація лісів до зміни клімату.» Учасники дискусії включені (Л-Р): Бруно Локателлі, СИФОР; Герхард Дитерле, Світовий банк; Маркку Kanninen, СИФОР; Balgis Осман-Элаша, МСНИЛО, і Денніс Герріті, світовий Центр Агролісознавства (ИКРАФ).

Ґрунтуючись на позитивному відповіді на перший день лісу, день лісу 2, що відбулася в Познані, Польща, 8 грудня 2008 року, зібрав близько 900 учасників, щоб обговорити можливості та проблеми приведення лісів в глобальних і національних стратегій з адаптації до зміни клімату і пом'якшення його наслідків.
Учасники підкреслили важливість широкого лісових екосистем і зазначив, що ліси становлять взаємозалежні вебтварин, рослин і мікроорганізмів, які в сукупності забезпечують широкий спектр товарів і послуг за поглинання вуглецю. Вони включають біорізноманіття збереження, опади покоління і продуктів, які мають вирішальне значення для життя місцевого залежних від лісу і корінних народів, а також для економіки багатьох країн.
Учасники визнали важливість спираючись на великі знання і досвід, який існує на сталого лісокористування (УЛП), і закликав перемовників проконсультуватися з учасників лісових відносин у міру їх розвитку кліматичної політики.
Френсіс Сеймур, Генеральний директор СИФОР виніс резюме Лісової 2-й день для Іво де Боєр, виконавчий секретар РКЗК ООН. Цей документ був підготовлений комітетом, представляє членів СПЛ, і включений точки консенсусу, а також розбіжностей, що виникають протягом дня. Сеймур підкреслили необхідність:
- Включають лісів у пом'якшенні наслідків зміни клімату та механізми адаптації і стратегій
- Забезпечити повне залучення і участь громадянського суспільства у міжнародних, регіональних, національних і місцевих процесах прийняття рішень
- Визнання і повагу прав жінок, бідних і корінних народів

#### День Лісу 3: Копенгаген, Данія (2009)
Близько 1500 зацікавлених сторін відвідали Лісової 3-й день проходить у Копенгагені, Данія на 13 грудня 2009 року, у тому числі 34 донорів, представників влади, журналістів, 88, 500 представників громадських організацій, лідерів корінних народів, 188 представників приватного сектора і сотні вчених і фахівців лісового сектора. Їх мета зводилася до того, що проєктування і здійснення лісокористування пом'якшення наслідків зміни клімату та заходи по адаптації, розглянутих в рамках угоди про зміну клімату буде ефективною, економічно раціональної та Справедливої.
Хоча РКЗК ООН не змогли домовитися на обов'язкові цілі щодо скорочення викидів парникових газів, був досягнутий значний прогрес у переговорах обриси СВРОДЛ+ механізм. У Копенгагенська Угода стала першою міжнародною угодою, рекомендуємо фінансових ресурсів бути піднятий для підтримки СВРОДЛ+. Австралії, Франції, Японії, Норвегії, у Сполученому Королівстві та США пропонують$3,5 млрд засобів пакет для СВРОДЛ+ підготовка.
Крім того, одним з показників актуальності дня лісу — його здатність залучати світових лідерів — стало ясно в Копенгагені. Ключовими спікерами на заході: Колишній президент США Білл Клінтон з'явився через відео і лауреат Нобелівської премії Елінор Остром був серед основних доповідачів.

#### День Лісу 4: Канкуні, Мексика (2010)

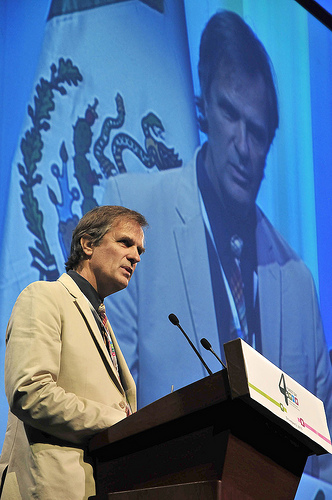
Данило Nepstadбыл в лісі, день 4, Канкун, Мексика

Лісовий 4-й день відбувся 5 грудня 2010 року в Канкуні, Мексика. Понад 1500 осіб, у тому числі понад 280 перемовники були в відвідуваності.
Тема для Лісової 4-й день був «час діяти», підкреслюючи нагальну необхідність забезпечення виживання в світі лісів, біорізноманіття, вони обнімаються і сотні мільйонів людей, які залежать від них. Ця подія стала мостом між міжнародним роком біорізноманіття та міжнародним роком лісів 2011. Лісовий 4-й день було організовано уряд Мексикичерез посередництво Національної комісії з Лісівництва (сайт conafor), СПЛ і СИФОР.
Президент Феліпе Кальдерон Інохоса, у своїй вступній промові на FD4, повідомив на пленарному «… настав час для всіх нас тиснути, тиснути сильно на повне включення СВРОДЛ+ в довгострокове міжнародна угода про зміну клімату.» В пристрасний заклик, президент Мексики також підкреслив, що «або ми змінимо наш спосіб життя зараз, або зміна клімату змінить для нас.»
Лейтмотивом виступів виконавця Daniel Nepstad був, директор Міжнародної програми по Амазонці Інститутом екологічних досліджень і Мірна Каннінгем Каїн, голова центру автономії та розвитку корінних народів, — підкреслив найважливіших потреб для звуку лісового господарства та зміни клімату, науки і активну взаємодію з корінними народами і лісозалежних громад як де-факто і де-юре хранителів землі і лісових ресурсів для забезпечення справедливих результатів. Із заступником генерального секретаря ООН з економічних і соціальних питань Ша Цзукан представив важливу перспективу, звернувши увагу на численні переваги лісів та Міжнародного року лісів у 2011 році.
Ключові питання, які обговорювалися на FD4 включено:
- Використання СВРОДЛ+ для сталого лісокористування та скорочення масштабів убогості: день побачив поява міцний консенсус щодо того, що ризиків ніяких дій по захисту лісів в світі набагато більше, ніж ризики, рухатися вперед з менш-ніж-ідеально угод.
- СВРОДЛ+ дає ключ і рентабельна можливість з пом'якшення наслідків зміни клімату: FD4 учасники підтвердили, що в рамках СВРОДЛ+, ми можемо істотно знизити, усунути і не допускати глобальних викидів за розумною ціною, поки ми належним чином враховувати права та засоби до існування корінних народів і місцевих громад, для біорізноманіття та екосистемних послуг, в той час як надання допомоги країнам, що розвиваються в адаптації лісів до зміни клімату.
- Права корінних народів і лесозависимых громад повинні бути захищені: співтовариства буде більше бажання співпрацювати з ініціативами СВРОДЛ+, якщо вони хочуть брати участь у всіх аспектах діяльності в рамках СВРОДЛ+, проєктування та реалізації, якщо вони були надані права на вуглець у своїх лісах, якщо вони відіграють центральну роль в розробці місцевих правил, і якщо звід-плюс не дозволить сильніші конкуренти загрожують місцеві інтереси.
- Додаткове фінансування необхідно для реалізації СВРОДЛ+ на шкалою: договір на стійкій і передбачуваної системи для мобілізації фінансових ресурсів з різних джерел необхідно, насамперед в розвинених країнах. Це необхідно для стимулювання і платити за дострокове СВРОДЛ+ дій в масштабі, передачі технологій, нарощування потенціалу та розробці національних та суб-національних систем моніторингу, звітності та верифікації (mrv) систем, зокрема.
- Збереження біорізноманіття є необхідною умовою для успішного здійснення СВРОДЛ+: понад 90 відсотків FD4 учасників опитування заявили, що біорізноманіття гарантій або «дуже важливим» або «необхідне» для успішного здійснення СВРОДЛ+, і більше 95 відсотків сказали, що важливо стежити за супутніми вигодами.
- СВРОДЛ+ і сільськогосподарських рушійних факторів збезлісення: FD4 учасники запропонували кілька варіантів підвищення інтенсифікації сільськогосподарського виробництва при одночасному зниженні чистого річні темпи збезлісення в тому числі: збільшення ефективності виробництва; просування багатофункціональний ландшафтів; направляючи СВРОДЛ+ фінансування в цілях підвищення ефективності агротехнічних прийомів; і перехід екстенсивного виробництва систем для низьковуглецевої пейзажі.
- Стимулювання взаємодії між пом'якшенням наслідків зміни клімату та адаптації різних ландшафтів: необхідні додаткові дослідження для вивчення взаємозв'язку між адаптацією та пом'якшенням наслідків у лісах в різних масштабах. Дві конкретні завдання — угода щодо моніторингу, звітності та верифікації (mrv) систем, і подальше вдосконалення в галузі управління лісовим господарством були також обговорені.
- Зміцнення зв'язків між національними та субнаціональних систем МРВ для СВРОДЛ+: проблеми залишаються для моніторингу деградації лісів і торфовищ викидів, але вони можуть бути подолані при значних додаткових нарощування потенціалу та передачі технологій, включаючи застосування нових технологій. Приклади включають компанії Google Земля двигуна (показала Ребекка Мур, директор Google з глобальної роз'яснювальної програми до закриття Пленуму FD4), «відкриті дані» набір і андроїди для лісової біомаси вимірювань з громадами.
- Удосконалення правил бухгалтерського обліку для управління лісовим господарством в розвинених країнах: повніший облік по лісах буде вигідно як для клімату, так і для лісу. Учасники визнали, що це складне і спірне питання, але успіх у досягненні угоди за новими правилами допоможе полегшити шлях до досягнення згоди про нових зобов'язань зі скорочення викидів для країн, що розвиваються, на другий період дії зобов'язань Кіотського протоколу.
- Успіх СВРОДЛ+ стратегій і проєктів буде залежати від того, чи впливають вони на реформи управління або формуються існуючими управлінськими провалами: здатність країн, що розвиваються з метою підвищення ролі своїх лісових ресурсів, ослаблення наслідків зміни клімату тісно пов'язана з їх прихильністю до реформи управління. Є також величезні проблеми реформування вбудованих структур минулому погане управління. Проте, законність та легітимність СВРОДЛ+, ймовірно, залежать від балансу між центральною нагляду і децентралізованого прийняття рішень, чіткого володіння і прозорого і справедливого спільного використання вигод.
- Зміцнення РКИКООН обороти по лісовому господарству та зміни клімату — одна з ключових проблем на СОР16 в Канкуні, як існуючі пом'якшення й фінансування зобов'язань за Копенгагенським угоди можуть бути перетворені в офіційних зобов'язання в рамках РКЗК ООН. Це може вимагати відмови від «ніщо не узгоджено, поки не узгоджено всі» глобальні кліматичні зміни архітектурного підходу для забезпечення збалансованого кластера можуть бути прийняті рішення в областях переговорів, які залишаються близькі до угоди. Це буде гарантувати, що зобов'язання можуть бути переведені на дії в 2011 році.

#### День Лісу 5: Дурбан, Південна Африка (2011)
У 2011 році КС 17 було організовано Дурбані, Південна Африка, з 28 листопада по 9 грудня 2011 року. ліс 5 день відбулися 4 грудня 2011 року в Дурбані, Південна Африка. СИФОР провела захід, який було організовано 11 членів спільного партнерства по лісах і Урядом Південної Африки через Департамент сільського господарства, лісового і рибного господарства. Понад 1100 чоловік з 82 країн взяли участь, в тому числі 214 офіційний зміною клімату, переговірників і 65 представників ЗМІ.
Тема для Лісової 5-й день був від політики до практики', спрямовану на інформування КС порядку денного та учасників лісових відносин на шляху реалізації СВРОДЛ+ домовленість в Канкуні у 2010 р. для отримання соціальних та екологічних вигод, і враховувати лісів в стратегії адаптації на землі. Організатори приділили особливу увагу питанням, що стосуються Африки на південь від Сахари, в рамках СВРОДЛ+ проблеми вологих тропічних лісах басейну річки Конго, а також на удосконалення управління і використання Африки сухих лісах області.
Зв'язок між лісами і продовольчої безпеки був також однією з головних тем дня. Організатори ліс 5 день і сільського господарства та розвитку сільських районів день (який відбувся 3 грудня 2012 року) узгоджені протягом декількох місяців до події, щоб визначити можливості для зв'язку між двома подіями. Ряд спільних, подібні тематичні форуми були проведені в кліматично оптимізованого сільського господарства, агролісомеліорації та продовольчої безпеки.
Як і в минулі роки, день лісу 5 залучено кілька високопоставлених ораторів. Всього понад 60 доповідачів та учасників взяли участь у лісовій 5-й день, з шести з десяти доповідей, представлених жінками.

#### День Лісу 6: Доха, Катар (2012)
У 2012 РКИКООН КС 18 був організований в Досі, Катар, з 26 листопада по 7 грудня 2012 року. ліс день 6 відбулася на полях КС 18, на 2 на 3 грудня 2012 року та розглянуто питання, починаючи від СВРОДЛ+ фінансування для адаптації, опустелювання, відтворення лісів та лісорозведення.

### Міжнародний день лісів

#### 2013
Вперше буде відзначатися Міжнародний день лісів «відзначався в усьому світі шляхом посадки дерев та інших громадських заходів, уключаючи арт, фотографія і кіно, а також соціальних медіа.»

#### 2014
У 2014 році Міжнародний день лісів присвячений «особистим та унікальним для кожної людини зв'язок з лісами», у рамках кампанії під назвою «мій ліс | наше майбутнє». Спеціальний захід було проведено в центральних установах Організації Об'єднаних Націй на тему «жінки як провідники змін по лісах та сталого розвитку».

#### 2015
Тема 2015 року до Міжнародного Дня лісів «ліси | клімат | зміна».

#### 2016
Тема обрана в ознаменування Міжнародного дня 2016 з лісів: «Ліси і води». Ліс є ключем до запасу прісної води на планеті. Понад 100 заходів були проведені в 55 країнах, щоб відсвяткувати день. У Римі, в штаб-квартирі ФАО було проведено спеціальний захід для виділення лісів найважливішу роль у забезпеченні водної та продовольчої безпеки.

#### 2017
Тема Дня 2017 року: Ліси та енергія (англ. Forests and energy)

#### 2020
Тема у 2020 році — «Занадто цінні, аби їх втратити». Міністерство енергетики та захисту довкілля України разом з Державним агентством лісових ресурсів України започаткувало нову Всеукраїнську акцію «Відновлюємо ліси разом». Планувалося протягом тижня, з 21 до 29 березня, у рамках Акції висадити щонайменше 10 мільйонів дерев.